# Commelina carsonii
Commelina carsonii är en himmelsblomsväxtart som beskrevs av Charles Baron Clarke. Commelina carsonii ingår i släktet himmelsblommor, och familjen himmelsblomsväxter. Inga underarter finns listade.